# Alyoshenka
Alyoshenka (tiếng Nga: Алёшенька) hoặc Người lùn Kyshtym được nhiều người cho là một bé gái sinh non có nhiều biến dạng được tìm thấy ở làng Kaolinovy, gần Kyshtym, tỉnh Chelyabinsk nước Nga vào tháng 5 năm 1996. Về sau, di hài này bỗng dưng biến mất một cách bí ẩn, chỉ còn sót lại ảnh chụp và video của nó mà thôi. Nhiều sự suy đoán mang tính siêu nhiên và thần bí khác nhau xuất hiện liên tiếp; những người hoài nghi quan tâm đến sự tồn tại của nó như một loại truyền thuyết thành thị.

## Phát hiện
Alyoshenka là một bào thai hình người nhỏ bé được một người phụ nữ lớn tuổi tên là Tamara Vasilievna Prosvirina tìm thấy. Thai nhi này có vẻ ngoài bất thường, làm phát sinh những tin đồn về nguồn gốc ngoài hành tinh của nó. Người dân địa phương ủng hộ tin đồn này và thu phí các phóng viên để đổi lấy những cuộc phỏng vấn – ít nhất hai hãng tin Nhật Bản (Asahi TV và MTV Japan) đều có làm phim tài liệu về di hài này.
Alyoshenka là một bào thai màu xám dài khoảng 25 cm (9.8 in). Đầu không có tóc của nó có một số đốm đen. Đôi mắt to, chiếm hầu hết khuôn mặt. Nó thở qua một cái mũi nhỏ bên dưới mắt. Trong khoảng từ vài ngày cho tới một tháng sau khi phát hiện di hài Alyoshenka, bà Tamara Prosvirina đã phải nhập viện hoặc bệnh viện tâm thần (chi tiết khác nhau) để điều trị, và theo một số tài liệu, phần di hài thì được một người hàng xóm giao nộp cho cảnh sát địa phương (militsiya). Sau này, khi di hài đã được trao cho các cơ quan chức năng để thử nghiệm DNA, nó bỗng dưng "biến mất" và gia đình của Prosvirina không thể nào đòi lại được từ phía chính quyền. Năm 1999, Prosvirina chết trong một tai nạn xe hơi khi đang cố chạy thoát khỏi bệnh viện.
Có rất ít thông tin về những gì đã xảy ra với di hài này, và câu chuyện về cái chết và ngoại hình của Alyoshenka rất khác nhau. Một nhà nghiên cứu UFO địa phương tuyên bố rằng thi thể đã bị lấy đi bởi một UFO vốn là nơi sinh sống của các thành viên thuộc chủng loài Alyoshenka. Một số người hoài nghi cho rằng nó được một nhà sưu tập giàu có vì hiếu kỳ mà mua lại. Một bác sĩ từ bệnh viện địa phương đã tố cáo rằng chính mắt mình nhìn thấy thi thể được cho là nó - tương ứng với một thai nhi sinh non bình thường từ 20 đến 25 tuần. Nó có thể đã sống trong vài giờ chứ không phải vài tuần, trái ngược với tuyên bố của Prosvirina.

## Nghiên cứu
Ban đầu, Bendlin khẳng định đây là xác ướp của một đứa trẻ và mang nó đến chỗ tiến sĩ Irina Yermolaeva để tiến hành phân tích. Bà nói rằng đây không phải trò lừa bịp vì nó thực sự là một xác ướp có mô sống. Bà kết luận rằng mặc dù đó là một đứa trẻ sinh non bị biến dạng, nhưng có thể do ảnh hưởng của bụi phóng xạ lan ra từ thảm họa Kyshtym năm 1957.
Vào ngày 15 tháng 4 năm 2004, các nhà khoa học đã đưa ra tuyên bố chính thức rằng "sinh vật Kyshtym" là một bé gái sinh non bị biến dạng nặng. Tuy nhiên, các chuyên gia và nhân chứng khác nói rằng nó không thể là một con người vì có quá nhiều sự khác biệt (ước tính lên đến 20 chỗ) trong bộ xương khác hẳn so với con người, đặc biệt là về hộp sọ. Trợ lý lâm sàng của Bendlin, Lyubov Romanowa - người đã thấy rất nhiều dị tật ở trẻ em, nói rằng họ "chưa từng thấy bất kỳ điều gì giống như thế" và cô tin tưởng rằng nó "không có gốc gác thuộc về loài người". Cô cho biết sự khác biệt là quá nhiều, ít nhất là số lượng xương trên đầu bao gồm bốn trong số đó có cạnh sắc "hoàn toàn khác với một con người".
Theo các chuyên gia di truyền học tại Viện Di truyền Tổng quát Vavilov ở Moskva, phân tích DNA quần áo của Alyoshenka cho thấy rằng DNA của sinh vật này không rõ nguồn gốc. Người ta cũng đã tiến hành thử nghiệm bức xạ, nhưng không cho thấy mức độ bức xạ cao trên di hài này. Một nghiên cứu tháng 3 năm 2018 trên bộ xương Atacama tương tự tìm thấy một số lượng đột biến rất cao cho sự hình thành xương và cơ, cho thấy những đột biến lớn như vậy, mặc dù rất hiếm, vẫn có thể xảy ra.